# Хомино (Сумская область)
Хомино (укр. Хомине) — село,
Великочернетчинский сельский совет,
Сумский район,
Сумская область,
Украина.
Код КОАТУУ — 5924782204. Население по переписи 2001 года составляло 76 человек.

## Географическое положение
Село Хомино находится на левом берегу реки Псёл,
выше по течению на расстоянии в 2,5 км расположено село Великая Чернетчина,
ниже по течению на расстоянии в 1,5 км расположен город Сумы.
Село окружено большими массивами садовых участков.
По селу протекает пересыхающий ручей с запрудой.